# Bulevardul Unirii

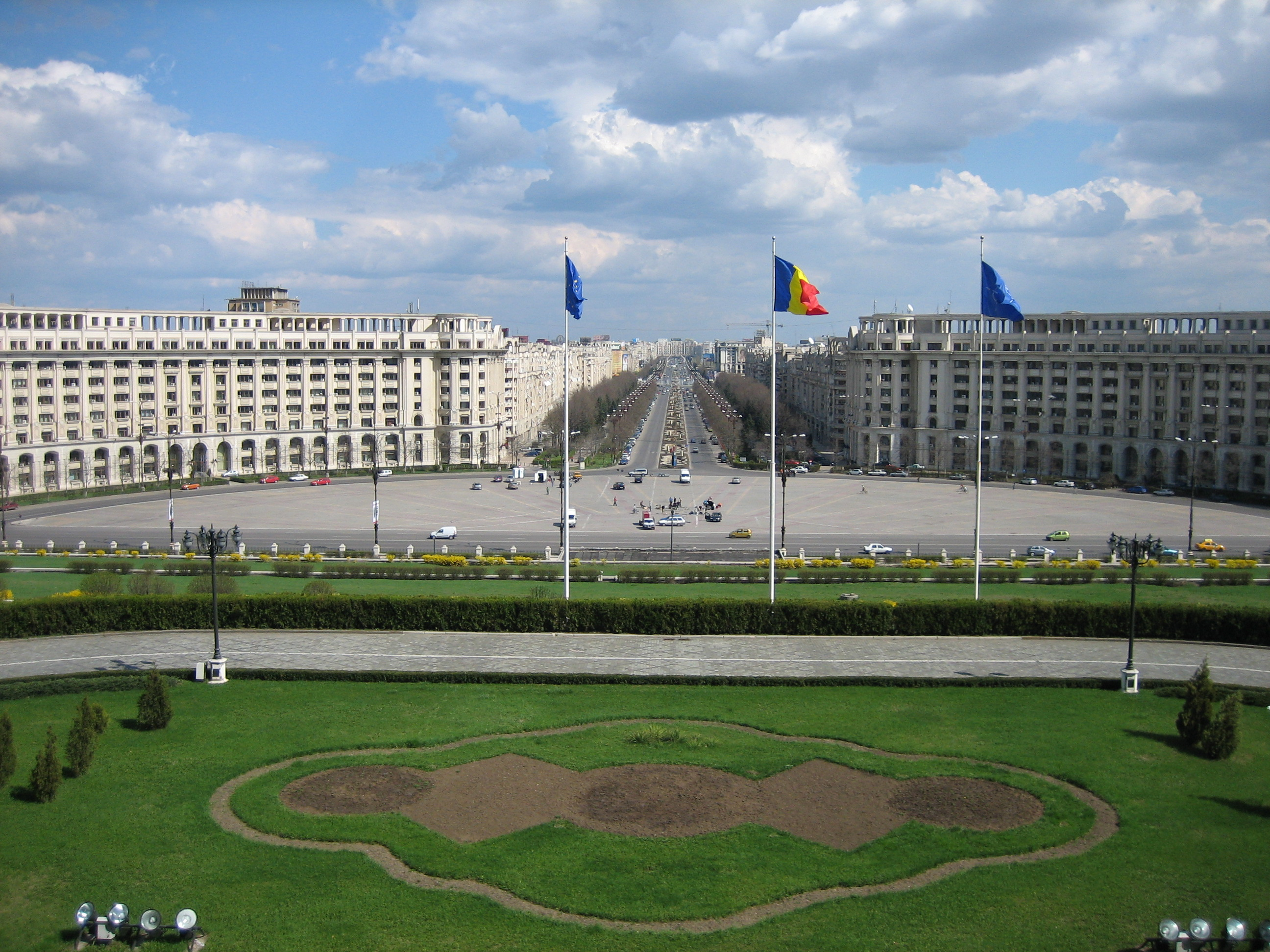
Vista del bulevar

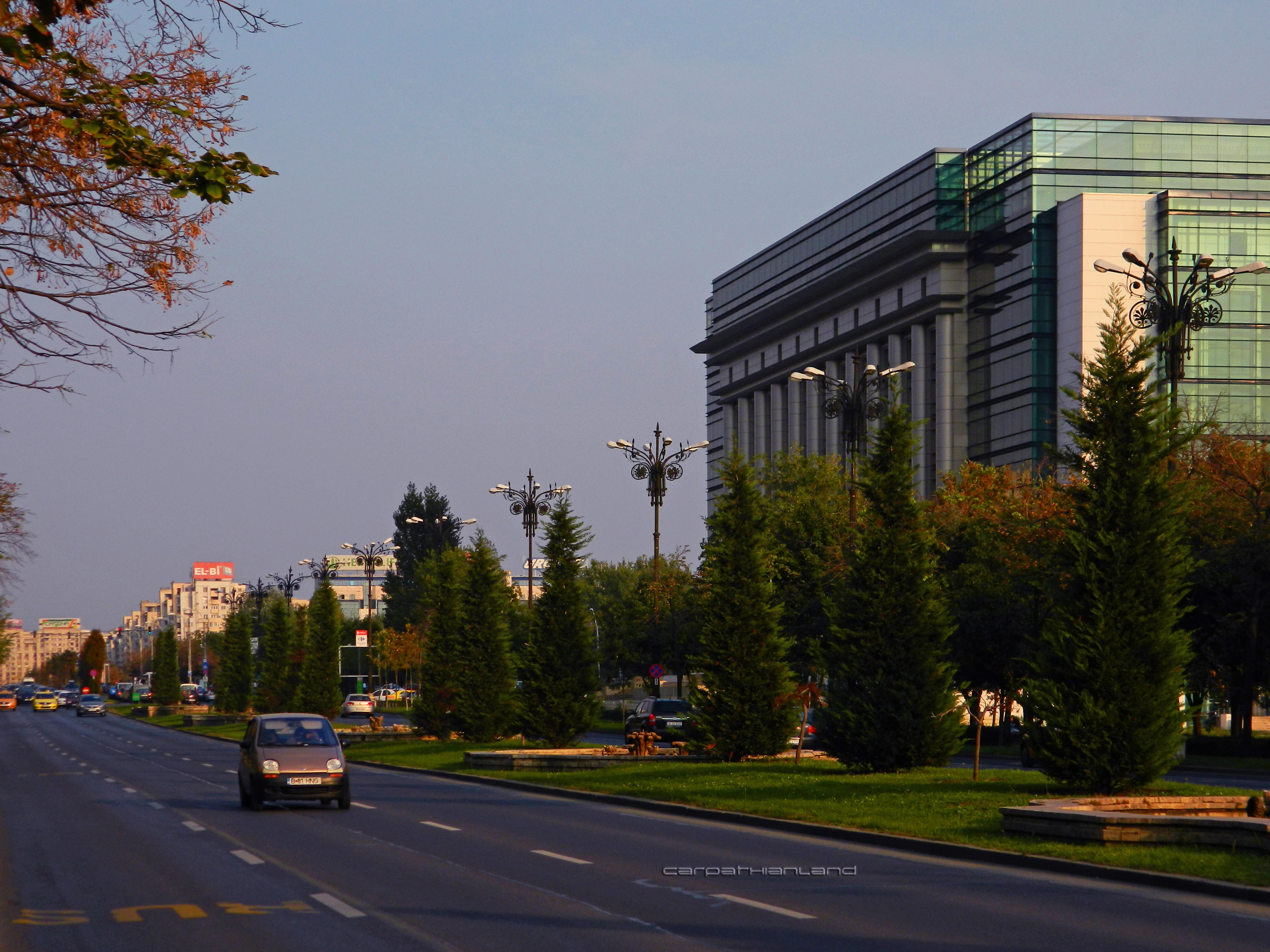
El boulevard

Bulevardul Unirii (Bulevar de la Unificación) es una calle importante en el centro de Bucarest, Rumanía. Conecta Plaza Alba Iulia con Piața Constituției, y atraviesa la Piața Unirii. En su final, en la Piața Constituției, está el Palacio del Parlamento.

## Historia
Tras el terremoto de Vrancea de 1977, el centro de Bucarest resultó muy dañado, y se demolieron muchos edificios históricos para la construcción del nuevo Centrul Civic (Centro Cívico; véase sistematización). Parte de este proyecto, el Bulevardul Unirii iba a ser la respuesta de la Rumanía socialista a la Avenida de los Campos Elíseos de París, con 3500 m de longitud. La construcción comenzó el 25 de junio de 1984. Llamada inicialmente Bulevardul Victoria Socialismului (Bulevar de la Victoria del Socialismo), la calle está bordeada con bloques de apartamentos del realismo socialista, de inspiración norcoreana.

## Transporte
La calle es servida por la Estación de Piaţa Unirii del Metro de Bucarest.